# Щучанський район
Щуча́нський район (рос. Щучанский район) — адміністративна одиниця Курганської області Російської Федерації.
Адміністративний центр — місто Щуче.

## Населення
Населення району становить 20060 осіб (2017; 23547 у 2010, 26392 у 2002).

## Адміністративно-територіальний поділ
На території району 1 міське поселення та 15 сільських поселень:
| Поселення                  | Площа, км² | Населення, осіб (2002) | Населення, осіб (2010) | Населення, осіб (2017) | Центр        | Населені пункти |
| -------------------------- | ---------- | ---------------------- | ---------------------- | ---------------------- | ------------ | --------------- |
| Щучанське міське поселення | 34,89      | 10602                  | 10973                  | 9775                   | Щуче         | 1               |
| Білоярська сільська рада   | 240,27     | 1258                   | 1071                   | 858                    | Білоярське   | 4               |
| Варгановська сільська рада | 120,62     | 426                    | 308                    | 238                    | Варгановське | 2               |
| Зайковська сільська рада   | 139,97     | 723                    | 534                    | 427                    | Зайково      | 4               |
| Каясанська сільська рада   | 13,50      | 1519                   | 1374                   | 1081                   | Каясан       | 4               |
| Майківська сільська рада   | 192,52     | 753                    | 670                    | 582                    | Майка        | 2               |
| Медведська сільська рада   | 118,27     | 884                    | 752                    | 607                    | Медведське   | 3               |
| Ніколаєвська сільська рада | 291,11     | 807                    | 478                    | 397                    | Ніколаєвка   | 5               |
| Нифанська сільська рада    | 113,84     | 1090                   | 962                    | 877                    | Нифанка      | 3               |
| Піщанська сільська рада    | 406,52     | 1580                   | 1154                   | 842                    | Піщанське    | 4               |
| Петровська сільська рада   | 123,40     | 620                    | 404                    | 320                    | Петровське   | 3               |
| Півкинська сільська рада   | 176,25     | 880                    | 802                    | 676                    | Півкино      | 3               |
| Пуктиська сільська рада    | 240,22     | 740                    | 495                    | 426                    | Пуктиш       | 3               |
| Сухоборська сільська рада  | 242,17     | 1568                   | 1210                   | 1014                   | Сухоборське  | 5               |
| Чистівська сільська рада   | 197,72     | 1390                   | 1056                   | 868                    | Чисте        | 3               |
| Чумляцька сільська рада    | 207,08     | 1552                   | 1304                   | 1072                   | Чумляк       | 5               |

31 жовтня 2018 року була ліквідована Тунгуйська сільська рада, а територія увійшла до складу Сухобірської сільської ради.

## Найбільші населені пункти
| №  | Населений пункт | Населення, осіб (2002) | Населення, осіб (2010) |
| -- | --------------- | ---------------------- | ---------------------- |
| 1  | Щуче            | 10 602                 | 10 973                 |
| 2  | Каясан          | 1 132                  | 1 086                  |
| 3  | Чумляк          | 1 092                  | 968                    |
| 4  | Піщанське       | 1 164                  | 896                    |
| 5  | Сухоборське     | 746                    | 665                    |
| 6  | Майка           | 695                    | 648                    |
| 7  | Медведське      | 708                    | 613                    |
| 8  | Нифанка         | 656                    | 597                    |
| 9  | Білоярське      | 629                    | 500                    |
| 10 | Півкино         | 535                    | 489                    |